# Jason Ritter
Jason Morgan Ritter (Los Angeles, 17 februari 1980) is een Amerikaans acteur.

Hij werd geboren in Los Angeles en is de zoon van John Ritter. Begin jaren 90 speelde hij ook kleine rolletjes in zijn films. Zijn bekendheid heeft hij te danken aan de televisieserie Joan of Arcadia. Ook had hij een hoofdrol in de Amerikaanse televisieserie The Event. In de serie Parenthood is hij regelmatig te zien geweest in de gastrol van Mark Cyr, waarvoor hij in 2012 een Emmy-nominatie voor Beste Mannelijke Gastrol in een Dramaserie kreeg.

## Filmografie

### Films
- 1999: Mumford
- 2002: Swimfan
- 2003: Freddy vs. Jason
- 2004: Raise Your Voice
- 2005: Happy Endings
- 2005: Our Very Own
- 2006: Lenexa, 1 Mile
- 2007: The Education of Charlie Banks
- 2008: Good Dick
- 2014: About Alex
- 2014: You're Not You
- 2018: The Tale
- 2019: Frozen II (Ryder)[2]

### Televisie
- 1999: Days of Our Lives
- 2003–2005: Joan of Arcadia
- 2006–2007: The Class
- 2010: The Event
- 2010–2015: Parenthood
- 2012–2016: Gravity Falls
- 2023: The Last of Us
- 2024–heden: Matlock